# 克萊沃的希比爾
克萊沃的希比爾（德語：Sibylle von Kleve，1512年1月17日—1554年2月21日），薩克森選侯夫人，克萊沃公爵約翰三世的女兒、英格蘭王后安娜的姐姐。

## 家庭
1527年，希比爾和日後的薩克森選侯約翰·腓特烈一世結婚，兩人共有三個兒子：
1. 約翰·腓特烈（1529年—1595年）
2. 約翰·威廉（1530年—1573年）
3. 約翰·腓特烈（英语：John Frederick III, Duke of Saxony）（1538年—1565年）